# Træna
Træna – norweskie miasto i gmina leżąca w regionie Nordland.
Træna jest 430. norweską gminą pod względem powierzchni.

## Demografia
Według danych z roku 2005 gminę zamieszkuje 444 osób. Gęstość zaludnienia wynosi 29,46 os./km². Pod względem zaludnienia Træna zajmuje 431. miejsce wśród norweskich gmin.
| ludność stan na 1 stycznia 2005 |         |           |       |
|                                 | kobiety | mężczyźni | razem |
| osób                            | 231     | 213       | 444   |
| %                               | 52,03%  | 47,97%    | 100%  |

| wykształcenie stan na 1 października 2004 |        |         |        |        |
|                                           | podst. | średnie | wyższe | niezn. |
| osób                                      | 138    | 161     | 37     | 3      |
| %                                         | 40,71% | 47,49%  | 10,91% | 0,88%  |

## Edukacja
Według danych z 1 października 2004:
- liczba szkół podstawowych (norw. grunnskolar): 2
- liczba uczniów szkół podst.: 71

## Władze gminy
Według danych na rok 2011 administratorem gminy (norw. rådmann) jest Sidsel Haraldsen, natomiast burmistrzem (norw. ordfører, d. borgermester) jest Aina Willumsen.